# NR-1
Il sottomarino a propulsione nucleare NR-1 (Naval Research Vessel-1) è stato progettato per svolgere operazioni di ricerca, soccorso e lavoro subacqueo a grande profondità, oltre che probabilmente di raccolta informazioni (ELINT).

## Tecnica

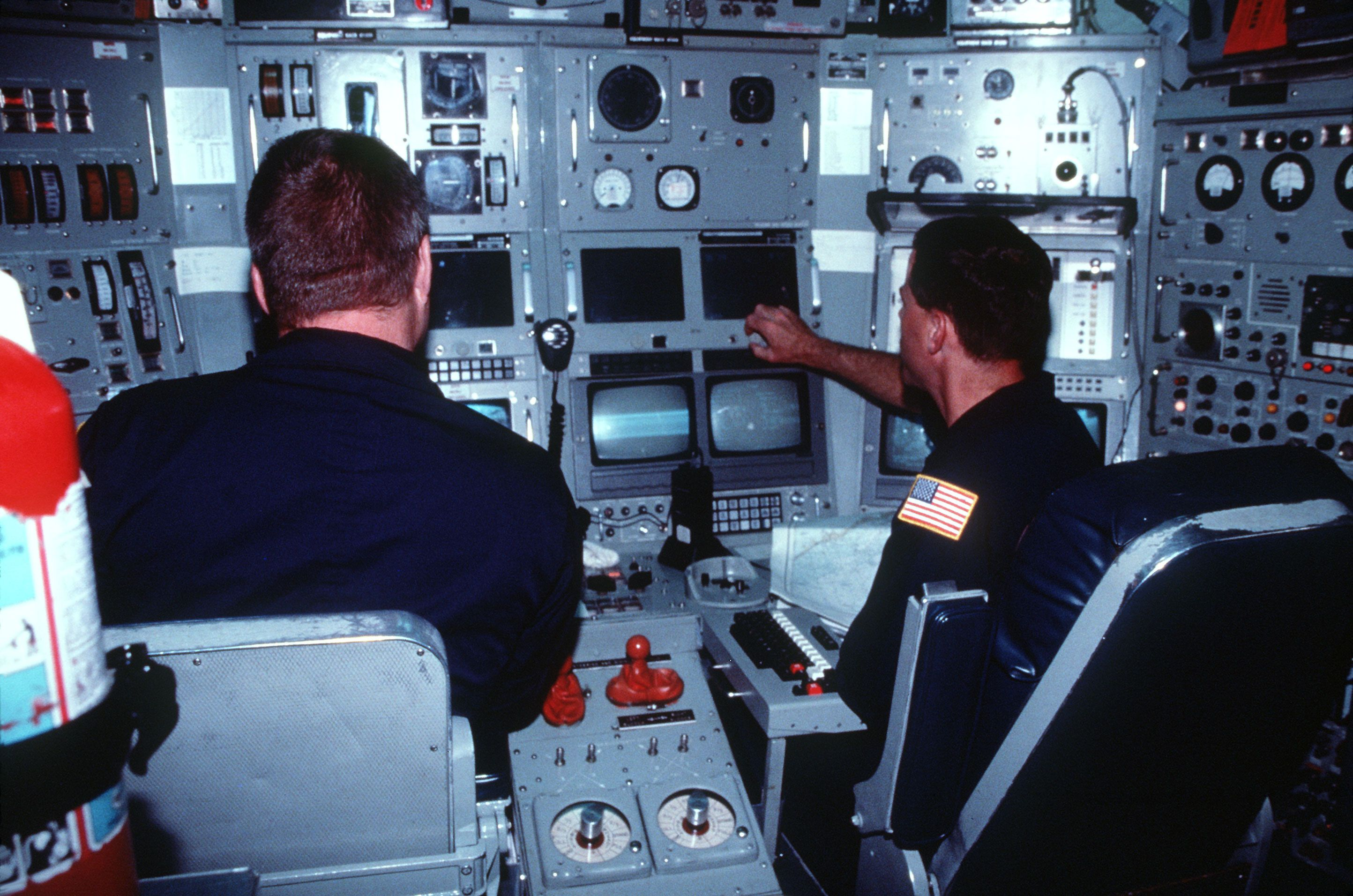
La sala di controllo dell'NR-1

Il Naval Research Vessel 1 ("Vascello da ricerca navale 1") è l'unico esemplare di questo battello, costruito per operare a profondità di mezzo miglio (800 m) effettuando operazioni di manutenzione di equipaggiamento subacqueo, salvataggio e ricerca oceanografica. La sua velocità massima varia da 4 a 6 nodi, il mezzo ha dei piani di carenatura sulla torre di vela ed un timone convenzionale. La spinta è assicurata da 4 idrogetti, 2 frontali e due in coda.

## Il servizio
Le prove in mare iniziali sono avvenute il 19 agosto 1969. Il battello è stato ritirato dal servizio nel novembre 2008.

## Esemplari costruiti
Il solo capoclasse.